# Fletcher Norton
Fletcher Norton, 1. baron Grantley (Fletcher Norton, 1st Baron Grantley of Markenfield) (23. června 1716 – 1. ledna 1789) byl britský právník a politik. Pocházel z nižší šlechty, dlouhodobě zastával vysoké posty v justici, byl nejvyšším státním zástupcem a korunním právním zástupcem. V letech 1770–1780 byl předsedou Dolní sněmovny, poté s titulem barona přešel do Sněmovny lordů. Na jeho počest byl pojmenován Nortonův záliv objevený v té době Jamesem Cookem.

## Právnická a politická kariéra

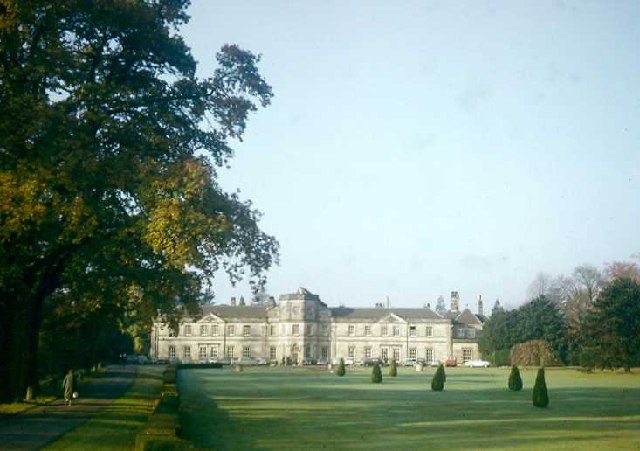
Zámek Grantley Hall, (Yorkshire)

Pocházel z parlamentní a statkářské rodiny z Hampshire, byl synem poslance a důstojníka Thomase Nortona (1684–1748). Studoval v Cambridge a od roku 1737 působil jako právník. Od roku 1754 byl královským justičním radou (King's Counsel), v letech 1758–1763 právním zástupcem lancasterského vévodství, mezitím byl v roce 1762 povýšen do šlechtického stavu. Později zastával nejvyšší posty v justiční sféře, byl nejvyšším státním zástupcem (solicitor general 1761–1763) a právním zástupcem koruny (attorney general 1763–1765). V roce 1769 byl jmenován členem Tajné rady a od té doby zastával také post viceprezidenta úřadu pro obchod, v letech 1769–1789 vykonával prestižní historickou funkci královského sudího v jižních hrabstvích.
V letech 1756–1782 byl též členem Dolní sněmovny a v letech 1770–1780 jejím předsedou, do funkce byl zvolen po úmrtí předchozího předsedy Johna Custa. Proslul jako vynikajicí právník a bravurní řečník, ale ve svých vysokých úřadech se k okolí choval netaktně, až arogantně, takže nebyl oblíben ani u veřejnosti, ani u dvora. Kvůli svým kontroverzním politickým názorům ztratil později podporu svých spolustraníků, kteří jej v roce 1780 odmítli znovu nominovat do čela Dolní sněmovny, v čele parlamentu jej nahradil Charles Wolfran Cornwall. V roce 1782 byl povýšen na barona a přešel do Sněmovny lordů.

## Majetek a rodina
Po otci zdědil zámek Grantley Hall v hrabství Yorkshire, v tomto hrabství pak v roce 1761 koupil starobylé sídlo Markenfield Hall. Od názvů těchto dvou zámků byl později odvozen jeho peerský titul. Sňatkem s Grace Chapple získal zámek Wonersh Park (Surrey), který pak jeho potomkům patřil do roku 1884. Z jejich manželství pocházelo pět dětí, všichni čtyři synové se uplatnili ve státních službách.
Potomstvo:
- William Norton, 2. baron Grantley (1742–1822), člen Dolní sněmovny, vyslanec ve Švýcarsku
- Fletcher Norton (1744–1820), právník, člen Dolní sněmovny
- Chapple Norton (1746–1818), generál, člen Dolní sněmovny
- Edward Norton (1750–1786), právník, člen Dolní sněmovny
- Grace Norton (1752–1813), manžel John Wallop, 3. hrabě z Portsmouthu

Současným představitelem rodu je Richard William Norton, 8. baron Grantley (* 1956), bankéř a bývalý politik Konzervativní strany.